# Șipet

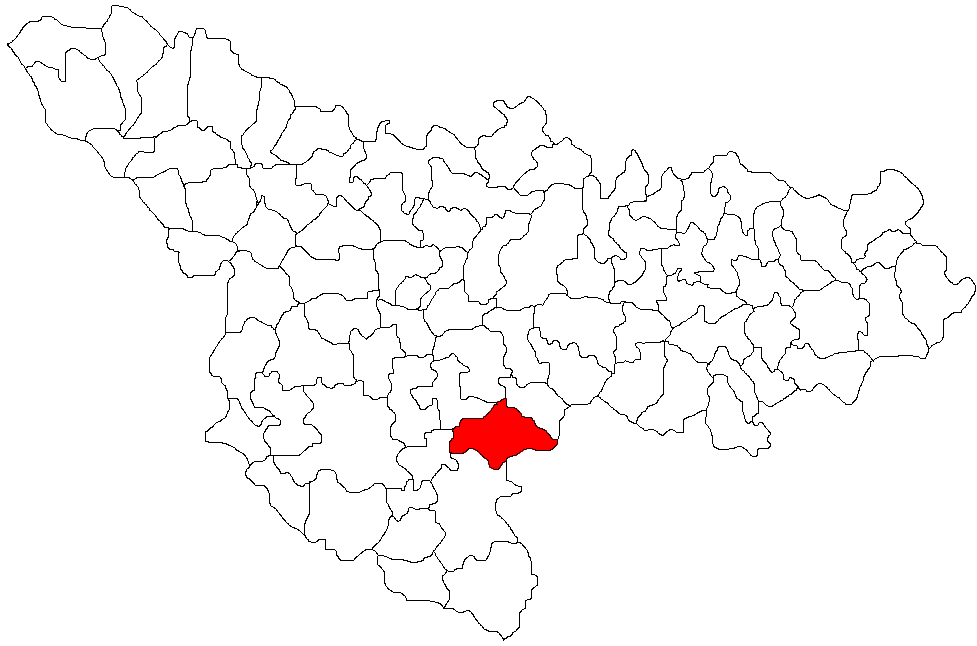
Lage der Gemeinde Tormac im Kreis Timiș

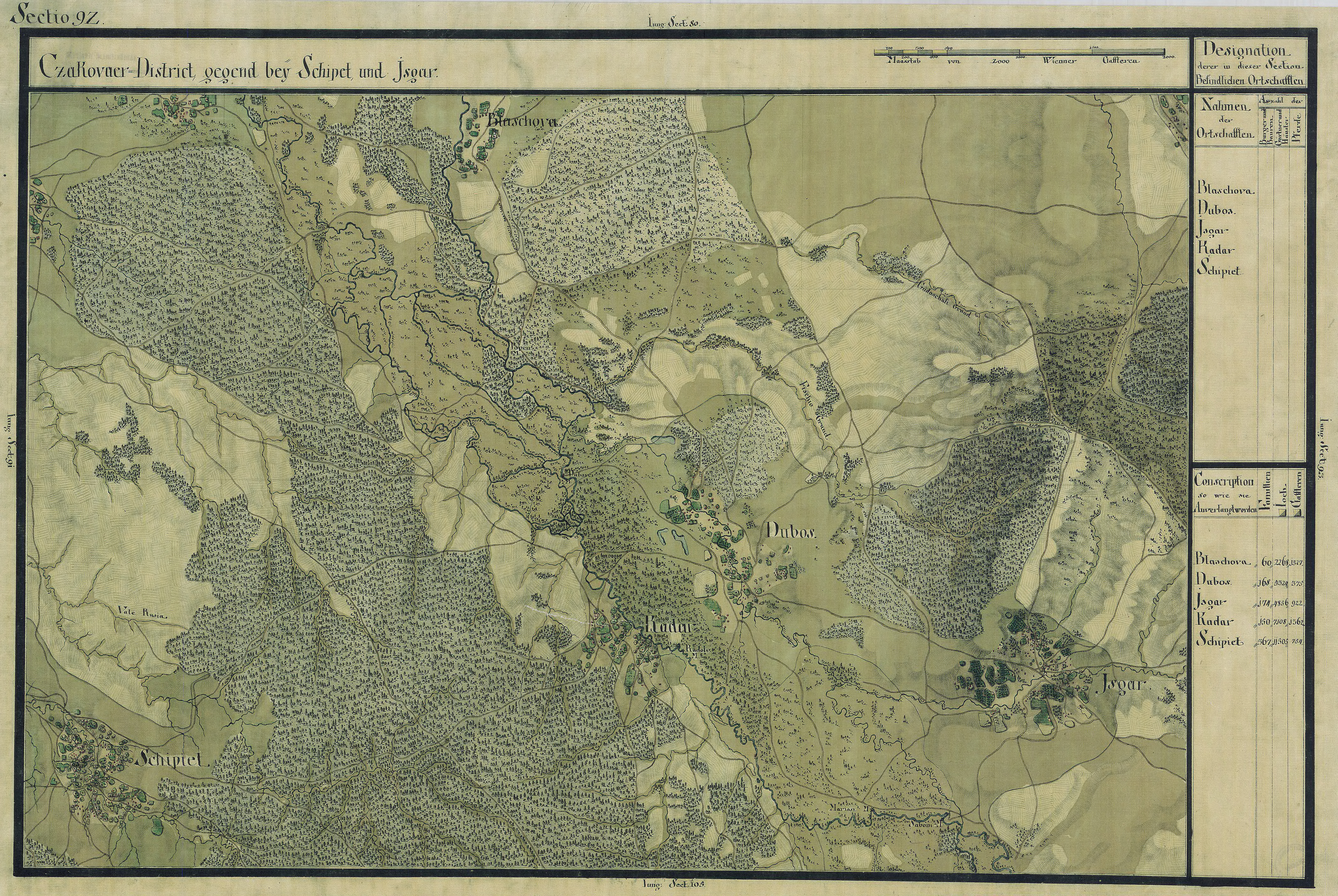
Șipet auf der Josephinischen Landaufnahme

Șipet (deutsch Schipet, ungarisch Sebed) ist ein Dorf im Kreis Timiș, in der Region Banat, im Südwesten Rumäniens. Șipet gehört zur Gemeinde Tormac.

## Geografische Lage
Șipet liegt im Süden des Kreises Timiş, 9 km nördlich von Gătaia.

## Nachbarorte
| Jebel  | Cerna                                       | Nițchidorf |
| Folea  | Kompassrose, die auf Nachbargemeinden zeigt | Tormac     |
| Voiteg | Gătaia                                      | Șoșdea     |

## Geschichte
Im Laufe der Jahrhunderte traten verschiedene Schreibweisen des Ortsnamens in Erscheinung: 1462 Zebet, Magerzebeth, Sebet Magyarzeben,  1483 Sebed, 1497 Tothsebeth,  Magyarsebeth, 1717 Schipeth, 1808 Sipeth, Sippet, 1851 Sipet, 1913 Sebed 1919 Șipet.
Eine erste urkundliche Erwähnung stammt aus dem Jahr 1462, als die Ortschaft unter der Bezeichnung Magyarzebenth in den Zeitdokumenten in Erscheinung tritt.
Auf der Josephinischen Landaufnahme von 1717 ist Schipeth eingetragen. Nach dem Frieden von Passarowitz (1718) war die Ortschaft Teil der Habsburger Krondomäne Temescher Banat. Auf der Mercy-Karte von 1723 ist der Ort Shipiet mit 367 Familien bewohnt.
Im 19. Jahrhundert gehörte das Gut der Familie Duca, infolge einer kaiserlichen Schenkung für die Verdienste des Feldmarschalls Petre Duca (1755–1822) in den Napoleonischen Kriegen.
Infolge des Österreichisch-Ungarischen Ausgleichs (1867) wurde das Banat dem Königreich Ungarn innerhalb der Doppelmonarchie Österreich-Ungarn angegliedert. Die amtliche Ortsbezeichnung war Sebed.
Der Vertrag von Trianon am 4. Juni 1920 hatte die Dreiteilung des Banats zur Folge, wodurch Șipet an das Königreich Rumänien fiel.

## Bevölkerungsentwicklung
| 1880 | 2223 | 2021 | 59 | 135 | 8  |
| 1910 | 2595 | 2294 | 74 | 188 | 39 |
| 1930 | 2238 | 2048 | 26 | 133 | 31 |
| 1977 | 1183 | 1124 | 9  | 13  | 37 |
| 2002 | 856  | 770  | 7  | 4   | 75 |